# SN 2001hy
SN 2001hy – supernowa odkryta 12 listopada 2001 roku w galaktyce A084945+4415. W momencie odkrycia miała maksymalną jasność 23,70m.